# Boisavia Chablis
Die Boisavia B-80 Chablis war ein leichtes Sportflugzeug der 1950er Jahre des französischen Herstellers Société Boisavia.

## Geschichte und Konstruktion
Die Chablis wurde von Lucien Tieles entworfen und von Boisavia gebaut. Am 16. Juli 1950 startete der zweisitzige Eindecker zu seinem Erstflug. Das Flugzeug war ein abgestrebter Hochdecker, dessen offene Sitze hintereinander angeordnet waren und bestand aus einer einfachen mit Stoff bespannten Holzkonstruktion. Die Maschine sollte mit unterschiedlichsten Motoren von 50 bis 80 PS ausgerüstet werden.
Zwei Exemplare wurden von Boisavia gebaut. Diese wurden von einem 65 PS (48 kW) Continental A65 Boxermotor angetrieben. Die Chablis war als Bausatz vorgesehen, der auch von Amateuren zusammengebaut werden konnte. Mangels Interesse potenzieller Kunden wurde die Entwicklung eingestellt.

## Technische Daten
| Kenngröße             | Daten                                    |
| --------------------- | ---------------------------------------- |
| Besatzung             | 2                                        |
| Länge                 | 7 m                                      |
| Spannweite            | 9 m                                      |
| Höhe                  | ? m                                      |
| Flügelfläche          | 14 m²                                    |
| Leermasse             | 235 kg                                   |
| max. Startmasse       | 425 kg                                   |
| Reisegeschwindigkeit  | 127 km/h                                 |
| Höchstgeschwindigkeit | 150 km/h                                 |
| Dienstgipfelhöhe      | 4000 m                                   |
| Reichweite            | 400 km                                   |
| Triebwerke            | 1 × Continental A65-Boxermotor mit 48 kW |